# Mittelrheinpokal 2017/18
Der Mittelrheinpokal 2017/18 war die 26. Austragung im Fußball-Mittelrheinpokal der Männer, der vom Fußball-Verband Mittelrhein veranstaltet wurde. Der Wettbewerb wurde nach einem Sponsor Bitburger-Pokal genannt. Der Sieger qualifizierte sich für die erste Hauptrunde des DFB-Pokal 2018/19. Im Finale gewann der FC Viktoria Köln mit 2:0 nach Verlängerung gegen Alemannia Aachen.

## Modus
Der Mittelrheinpokal wird im K.-o.-System ausgetragen. In jeder Runde gibt es ein Spiel. Wenn ein Spiel nach 90 Minuten unentschieden steht, wird das Spiel um zweimal 15 Minuten verlängert. Sollte danach immer noch keine Entscheidung gefallen sein, folgt ein Elfmeterschießen. Die jeweils klassentiefere Mannschaft hat bis einschließlich Halbfinale Heimrecht. Eine Ausnahme bilden in der ersten Runde die Kreispokalsieger, die als Belohnung für ihren Titel in der ersten Runde Heimrecht haben. Alle Runden werden aus einem einzigen Lostopf ohne Einschränkungen ausgelost. Eine Ausnahme bildet auch hier die erste Runde, in der weder Kreispokalsieger noch Mannschaft aus dem gleichen Kreis aufeinander treffen können. Davon ausgenommen sind die höherklassigen Vereine, die nicht an den Kreispokalen teilnehmen (3. Liga und Regionalliga West). Das Finale wird seit 2012 im Sportpark Nord in Bonn ausgetragen.

## Teilnehmende Mannschaften
Für den Mittelrheinpokal 2017/18 qualifizierten sich automatisch die Vereine aus dem Verbandsgebiet, die in der 3. Liga und der Regionalliga West 2017/18 spielten. Dazu kamen die drei erstplatzierten Mannschaften aus den Kreispokalwettbewerben der Kreise Köln, Bonn, Sieg, Berg, Euskirchen, Rhein-Erft, Aachen, Düren und Heinsberg.
Am Mittelrheinpokal 2017/18 nahmen folgende Mannschaften teil.
- 3. Liga
  - SC Fortuna Köln
- Regionalliga
  - Alemannia Aachen, Bonner SC (Titelverteidiger), FC Viktoria Köln, FC Wegberg-Beeck
- Mittelrheinliga
  - Blau-Weiß Friesdorf, Borussia Freialdenhoven, FC Hürth, FC Pesch, Siegburger SV 04, SV Bergisch Gladbach 09, TSC Euskirchen, VfL Alfter, VfL 08 Vichttal, Viktoria Arnoldsweiler
- Landesliga
  - Borussia Lindenthal-Hohenlind, FC Inde Hahn, Union Schafhausen, FV Bonn-Endenich, Germania Teveren, SpVg Frechen 20, SC Brühl 06/45, SV Rott, SV Nierfeld
- Bezirksliga
  - 1. FC Spich, Germania Lich-Steinstraß, SG Köln-Worringen, SV Bergheim, TuS Chlodwig Zülpich, TuS Marialinden
- Kreisliga A
  - 1. FC Heinsberg-Lieck, SV Schönenbach

## 1. Runde
Die erste Runde wurde am 4. Oktober 2017 ausgelost. Die Partien wurden vom 14. Oktober bis zum 14. November 2017 ausgetragen.
| Datum                 |                                    | Ergebnis  |                             |
| --------------------- | ---------------------------------- | --------- | --------------------------- |
| 14.10.2017, 18:00 Uhr | SV Schönenbach (KLA)               | 3:2       | FC Hürth (ML)               |
| 15.10.2017, 15:00 Uhr | SV Bergheim (BL)                   | 2:1 n. V. | 1. FC Heinsberg-Lieck (KLA) |
| 15.10.2017, 15:00 Uhr | FV Bonn-Endenich (LL)              | 1:0       | SV Nierfeld (LL)            |
| 15.10.2017, 15:00 Uhr | TSC Euskirchen (ML)                | 4:2       | FC Inde Hahn (LL)           |
| 15.10.2017, 15:00 Uhr | SC Brühl 06/45 (LL)                | 2:1       | Blau-Weiß Friesdorf (ML)    |
| 15.10.2017, 15:00 Uhr | SV Rott (LL)                       | 5:1       | Siegburger SV 04 (ML)       |
| 15.10.2017, 15:00 Uhr | FC Pesch (ML)                      | 2:1 n. V. | VfL 08 Vichttal (ML)        |
| 15.10.2017, 15:00 Uhr | TuS Chlodwig Zülpich (BL)          | 2:4 n. V. | Germania Teveren (LL)       |
| 15.10.2017, 15:00 Uhr | Germania Lich-Steinstraß (BL)      | 3:5       | TuS Marialinden (BL)        |
| 15.10.2017, 15:00 Uhr | 1. FC Spich (BL)                   | 4:0       | SG Köln-Worringen (LL)      |
| 15.10.2017, 15:00 Uhr | SpVg Frechen 20 (LL)               | 3:2       | VfL Alfter (ML)             |
| 17.10.2017, 19:30 Uhr | Borussia Freialdenhoven (ML)       | 2:1       | FC Wegberg-Beeck (RL)       |
| 19.10.2017, 19:30 Uhr | Borussia Lindenthal-Hohenlind (LL) | 2:6       | Alemannia Aachen (RL)       |
| 24.10.2017, 19:30 Uhr | Union Schafhausen (LL)             | 0:1       | SC Fortuna Köln (3L)        |
| 08.11.2017, 19:30 Uhr | Viktoria Arnoldsweiler (ML)        | 0:2       | Bonner SC (RL)              |
| 14.11.2017, 19:30 Uhr | SV Bergisch Gladbach 09 (ML)       | 0:1       | FC Viktoria Köln (RL)       |

## 2. Runde
Die zweite Runde wurde am 25. Oktober 2017 ausgelost. Die Partien wurden vom 25. November 2017 bis zum 10. Januar 2018 ausgetragen.
| Datum                 |                       | Ergebnis              |                              |
| --------------------- | --------------------- | --------------------- | ---------------------------- |
| 25.11.2017, 14:00 Uhr | 1. FC Spich (BL)      | 1:2                   | FV Bonn-Endenich (LL)        |
| 25.11.2017, 15:00 Uhr | SC Brühl 06/45 (LL)   | 3:7                   | FC Viktoria Köln (RL)        |
| 25.11.2017, 16:00 Uhr | SV Schönenbach (KLA)  | 0:4                   | Borussia Freialdenhoven (ML) |
| 25.11.2017, 18:00 Uhr | SpVg Frechen 20 (LL)  | 0:1                   | SV Rott (LL)                 |
| 28.11.2017, 19:30 Uhr | SV Bergheim (BL)      | 0:3                   | Alemannia Aachen (RL)        |
| 05.12.2017, 19:30 Uhr | TSC Euskirchen (ML)   | 1:1 n. V. (4:3 i. E.) | Bonner SC (RL)               |
| 07.12.2017, 20:00 Uhr | Germania Teveren (LL) | 3:1                   | FC Pesch (ML)                |
| 10.01.2018, 19:30 Uhr | TuS Marialinden (BL)  | 0:1                   | SC Fortuna Köln (3L)         |

## Viertelfinale
Die Partien wurden vom 20. Februar bis zum 27. März 2018 ausgetragen.
| Datum                 |                              | Ergebnis |                       |
| --------------------- | ---------------------------- | -------- | --------------------- |
| 20.02.2018, 19:00 Uhr | FV Bonn-Endenich (LL)        | 1:3      | TSC Euskirchen (ML)   |
| 21.02.2018, 19:00 Uhr | SV Rott (LL)                 | 1:2      | Alemannia Aachen (RL) |
| 21.03.2018, 19:00 Uhr | Germania Teveren (LL)        | 0:4      | FC Viktoria Köln (RL) |
| 27.03.2018, 19:00 Uhr | Borussia Freialdenhoven (ML) | 1:2      | SC Fortuna Köln (3L)  |

## Halbfinale
Die Partien wurden am 25. April und am 8. Mai 2018 ausgetragen.
| Datum                 |                       | Ergebnis  |                       |
| --------------------- | --------------------- | --------- | --------------------- |
| 25.04.2018, 19:30 Uhr | TSC Euskirchen (ML)   | 0:2       | Alemannia Aachen (RL) |
| 08.05.2018, 19:00 Uhr | FC Viktoria Köln (RL) | 3:0 n. V. | SC Fortuna Köln (3L)  |

## Finale
Das Finale wurde am 21. Mai 2018 im Sportpark Nord in Bonn ausgetragen.
| Datum                 |                       | Ergebnis  |                       |
| --------------------- | --------------------- | --------- | --------------------- |
| 21.05.2018, 17:00 Uhr | Alemannia Aachen (RL) | 0:2 n. V. | FC Viktoria Köln (RL) |

## Beste Torschützen
Nachfolgend aufgelistet sind die besten Torschützen der Mittelrheinpokal-Saison 2017/18. Sortiert wird nach Anzahl der Treffer, bei gleicher Trefferzahl alphabetisch.
| Rang     | Spieler         | Verein           | Tore |
| -------- | --------------- | ---------------- | ---- |
| 1        | Marc Brašnić    | FC Viktoria Köln | 6    |
| 2        | Selcuk Alagöz   | FV Bonn-Endenich | 3    |
|          | Jan Euenheim    | TSC Euskirchen   | 3    |
|          | Daniel Hammel   | Alemannia Aachen | 3    |
|          | Simon Handle    | FC Viktoria Köln | 3    |
|          | Mike Wunderlich | FC Viktoria Köln | 3    |
| 7        | 13 Spieler      | 10 Vereine       | 2    |
| Endstand |                 |                  |      |